# Dlouhopolský rybník
Dlouhopolský rybník je vodní nádrž, která se nachází v katastrech obcí Dlouhopolsko a Kněžičky v okrese Nymburk. Rybník napájí od východu Dlouhopolský potok, který pramení v oboře Kněžičky, protéká Kopičáckým rybníkem a dále z Dlouhopolského rybníka pokračuje severovýchodním směrem přes rybníky Králíček a Nouze do Štítarského potoka. Dlouhopolský rybník je protáhlý (délka 1 km), orientovaný z jihovýchodu na severozápad, nejširší je při západním břehu (600 m), délka břehů je 2,78 km, plocha rybníka je 23,86 ha. Jeho jižní břehy tvoří severní úbočí Báňského kopce a jsou podmáčené a částečně jsou předmětem ochrany v podobě národní přírodní památky Dlouhopolsko. Severní břehy jsou zastavěné (obec Dlouhopolsko). Hráz je u vsi Dlouhopolsko, na jeho severovýchodním okraji, přes hráz vede silnice č. 11 Praha - Poděbrady - Hradec Králové. Na podmáčených březích (litoriálu) na porost rákosin navazuje porost s výskytem ostřice Davallovy (Carex davalliana), dále bezkolence modrého (Molinia caerulea), pěchavy slatinné (Sesleria uliginosa) a ostřice Hostovy (Carex hostiana). Významný je výskyt kriticky ohrožených vstavače bahenního (Orchis palustris, místní populace patří k největším v ČR) a violky vyvýšené (Viola elatior).

## Galerie

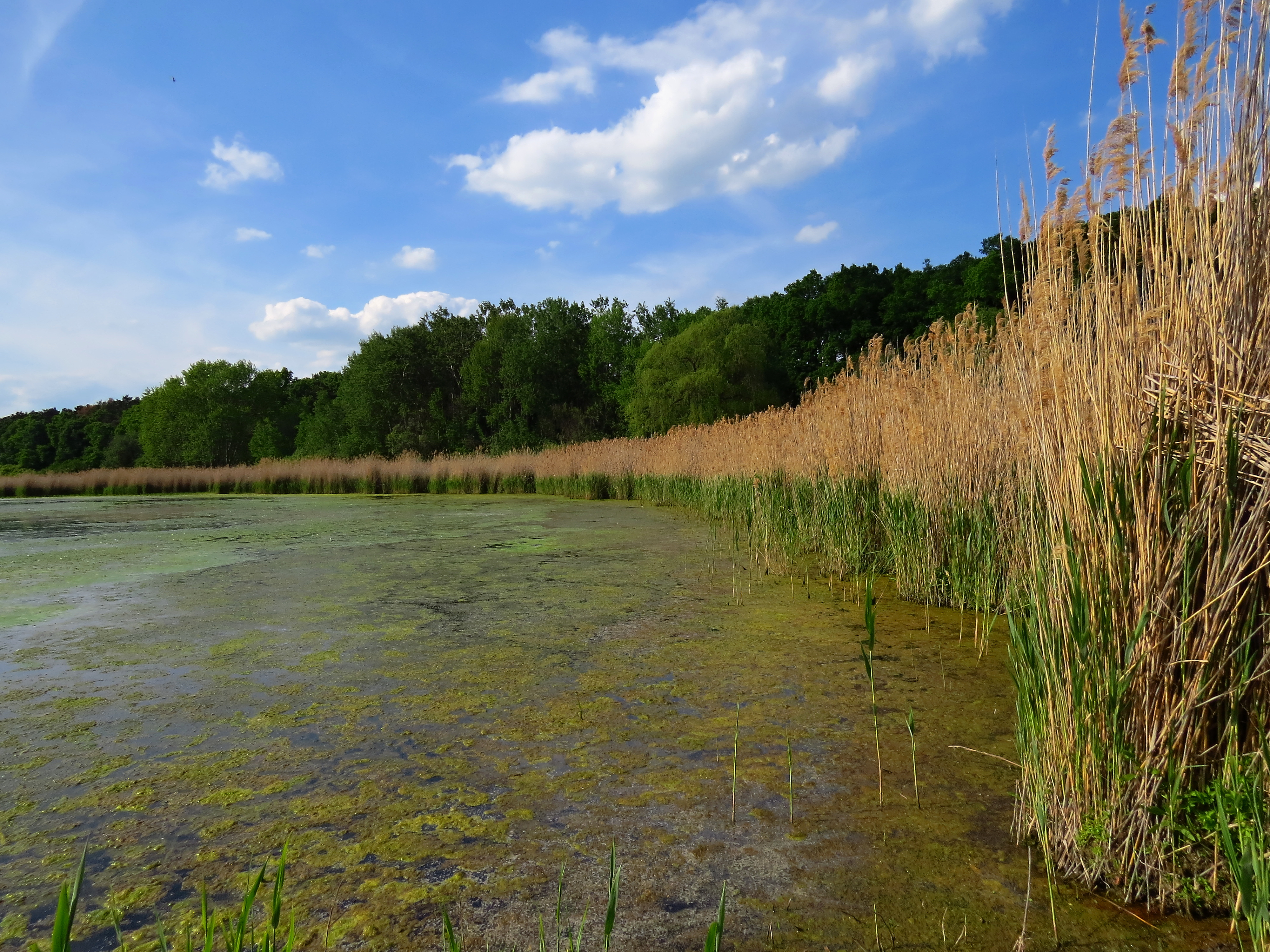
Chráněný litorál ostřic
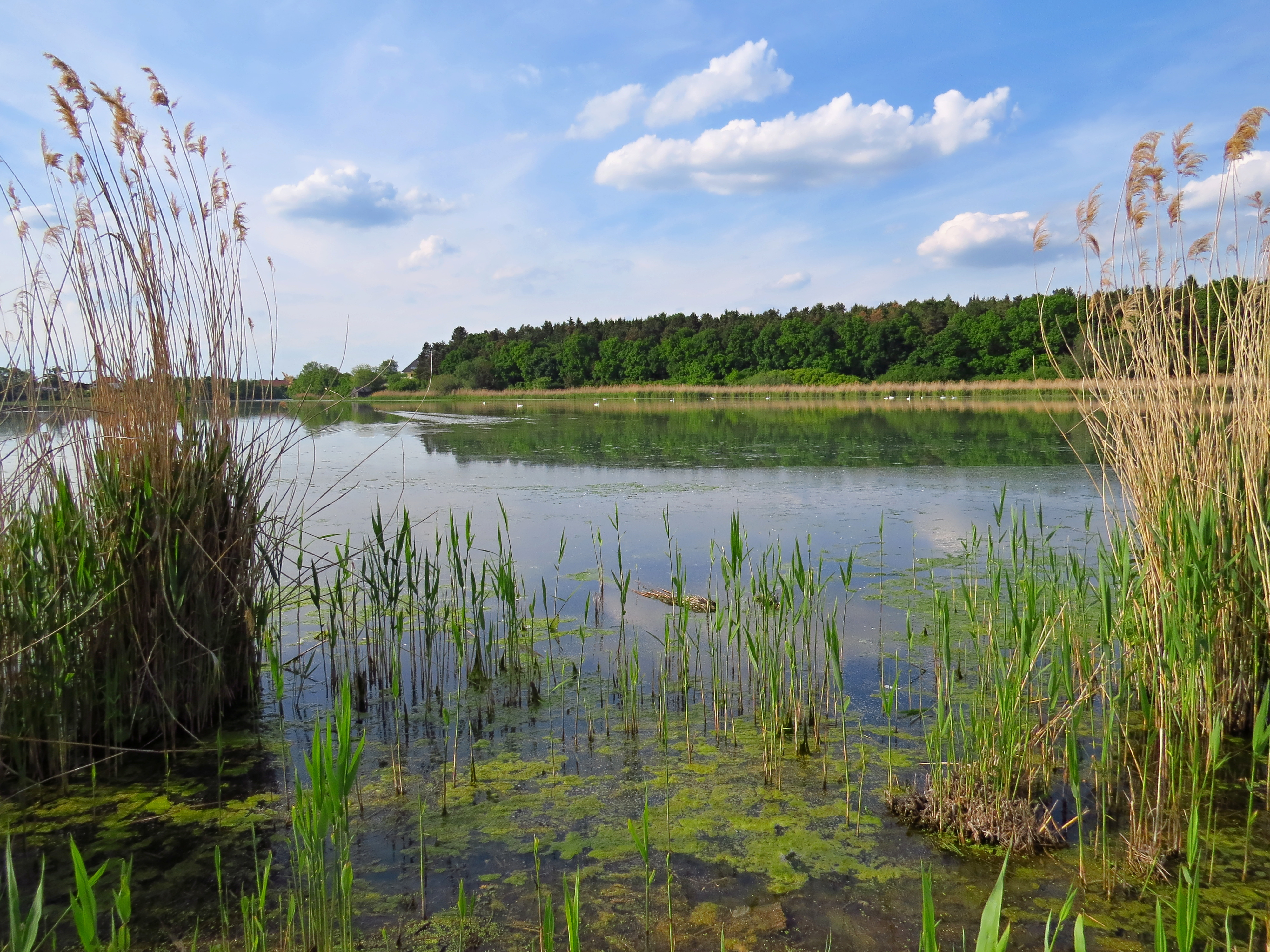
Výhled přes rákosinu
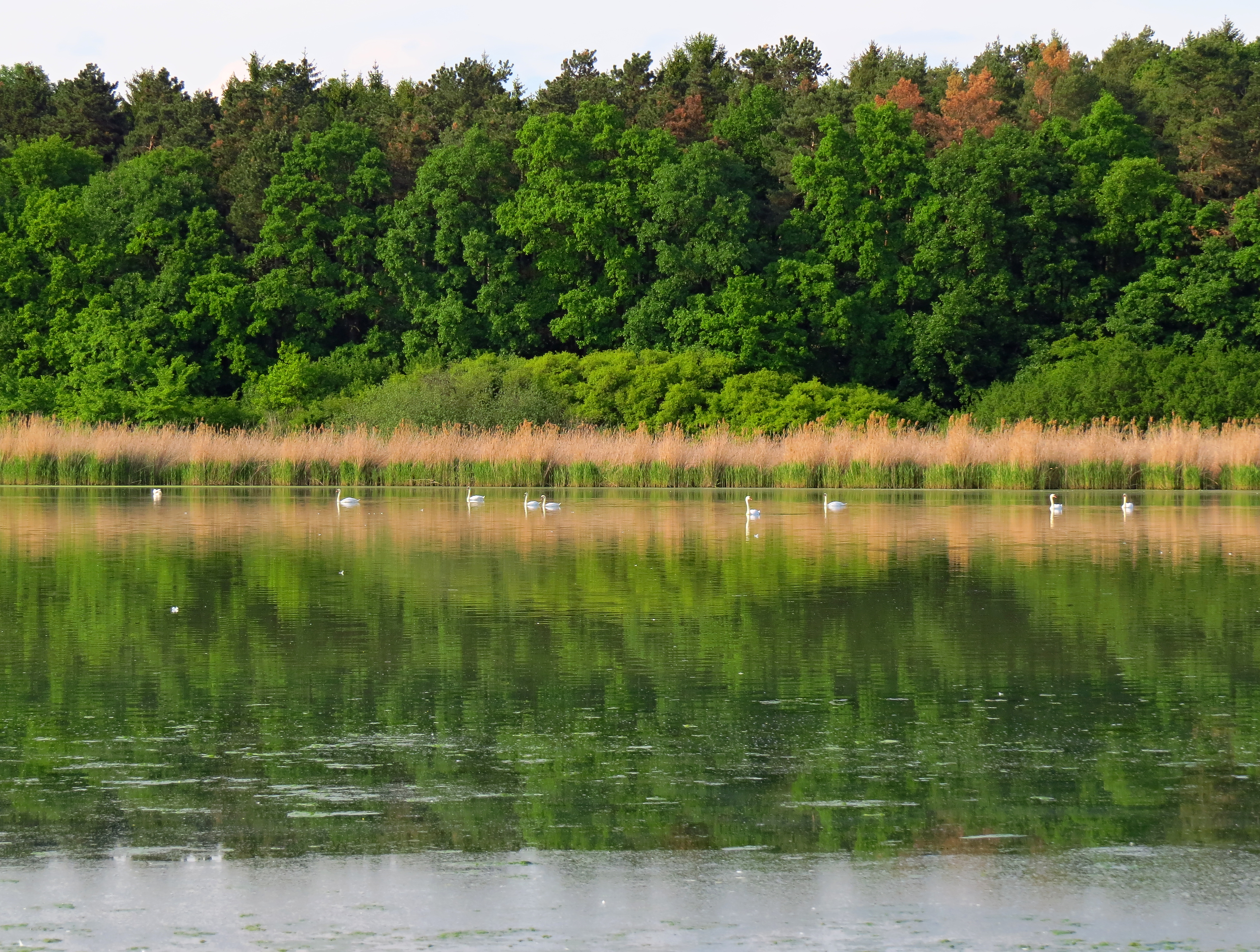
Břeh s labutěmi